# Яцковский, Серафим Вадимович
Серафи́м Вади́мович Яцко́вский (1917, Тифлис — 1998, Санкт-Петербург) — советский военный лётчик. Участник Великой Отечественной войны. Герой Советского Союза (1945). Подполковник (на момент присвоения звания Героя Советского Союза — гвардии капитан).

## Биография
Серафим Вадимович Яцковский родился 20 декабря 1916 года (2 января 1917 года) в губернском городе Тифлис Тифлисской губернии Российской империи (ныне город Тбилиси Республики Грузия). Русский. Окончил 7 классов и школу ФЗУ в Ленинграде (ныне — Санкт-Петербург). Работал токарем на заводе «Электрик». В 1935 году окончил Ленинградский аэроклуб, был в нём лётчиком-инструктором. В 1936 году окончил Херсонскую школу лётчиков-инструкторов Осоавиахима. Работал командиром звена в аэроклубе города Сталинабад (ныне город Душанбе, Таджикистан).
В армии с декабря 1939 года. До марта 1940 года служил на авиабазе (в Белорусском особом военном округе). В марте-декабре 1940 года обучался в Пуховичской военной авиационной школе лётчиков (Минская область). В апреле 1941 года окончил Поставскую военную авиационную школу пилотов (Витебская область) и получил назначение в 97-й бомбардировочный авиационный полк 13-й бомбардировочной авиационной дивизии ВВС Западного особого военного округа. Перед войной полк базировался на аэродроме Миньки под Бобруйском.
В боях с немецко-фашистскими захватчиками младший лейтенант С. В. Яцковский с 25 июня 1941 года на Западном фронте. Воевал на самолётах Су-2, Пе-2, Пе-3 бис. Боевое крещение получил в небе Белоруссии, где на Варшавском шоссе у населённого пункта Берёза в составе группы из 9 самолётов бомбил колонну 2-й танковой группы Г. Гудериана. Затем участвовал в налётах на скопления немецких войск в районе Бобруйска, Слонима и Барановичей. В июле 1941 года полк был выведен в Каменку на переформирование, и в сентябре 1941 года вошёл в состав 61-й смешанной авиационной дивизии ВВС Брянского фронта.
С октября 1941 года в составе 9-й отдельной дальней разведывательной авиаэскадрильи Серафим Вадимович участвовал в Битве за Москву, действуя на южном направлении. В начале мая 1942 года 9-я отдельная авиационная эскадрилья была передана в состав ВВС 9-й армии Южного фронта, а с 22 мая — в подчинение 4-й воздушной армии. На Южном фронте младший лейтенант С. В. Яцковский участвовал в оборонительных операциях в Донбассе и на Дону. Летом 1942 года авиаэскадрилья вошла в состав 366-го бомбардировочного полка, на базе которого к осени 1942 года был создан 366-й отдельный разведывательный авиационный полк в составе 4-й воздушной армии Закавказского фронта (с января 1943 года — составе Северо-Кавказского фронта). В составе 366-го отдельного разведывательного полка Серафим Вадимович участвовал в Битве за Кавказ. Неоднократно он выполнял задания командования по разведке скоплений войск противника и его военной инфраструктуры. По целям, обнаруженным экипажем Яцковского, штурмовые и бомбардировочные подразделения наносили эффективные удары. Весной 1943 года Серафим Вадимович вскрыл так называемую «Голубую линию» — рубеж обороны немецких войск на краснодарско-таманском направлении, в том числе на наиболее важном участке Молдавская-Неберджаевская, который был насыщен зенитной артиллерией и охранялся асами «люфтваффе». Разведданные, полученные младшим лейтенантом Яцковским способствовали успеху Новороссийско-Таманской операции. Вскоре С. В. Яцковскому присвоили звание лейтенанта и назначили командиром авиационного звена. Собранные звеном С. В. Яцковского сведения о противнике сыграли важную роль в успехе Керченско-Эльтигенской десантной операции.
С весны 1944 года 4-я воздушная армия поддерживала войска Приморской армии в ходе освобождения Крыма. Перед началом Крымской операции звено лейтенанта Яцковского вскрыло оборону противника в районе Керчи, Ак-Маная, мыса Такыл и мыса Казантип, а также выявило базирование его авиации, что способствовало скорому освобождению города Керчь. За отличие в ходе Крымской операции 11 апреля 1944 года 366-му отдельному разведывательному полку было присвоено почётное звание «Керченский», а 14 апреля он был преобразован в 164-й гвардейский. Серафима Вадимовича повысили до звания старшего лейтенанта и наградили вторым орденом Красного Знамени.
После разгрома немецких войск в Крыму 4-я воздушная армия была передана в состав 2-го Белорусского фронта. В его составе гвардии старший лейтенант С. В. Яцковский принимал участие в освобождении Белоруссии. В ходе Белорусской операции по заданию командования 2-го Белорусского фронта Серафим Вадимович вскрыл оборону противника на реке Проня на участке протяжённостью свыше 170 километров и глубиной 60 километров. Звено Яцковского принимало участие в обнаружении мест дислокации авиации противника. В начале января 1945 года С. В. Яцковский был произведён в капитаны. Он одним из первых в полку освоил новую технику фотографирования на малых высотах. Много времени Серафим Вадимович уделял обучению лётчиков своего звена. За отличие в ходе Восточно-Прусской операции гвардии капитан С. В. Яцковский получил свой третий орден Красного Знамени и был назначен на должность заместителя командира эскадрильи.
К марту 1945 года Серафим Вадимович совершил 230 боевых вылетов, в воздушных боях сбил два вражеских самолёта. За мужество и героизм, проявленные в боях, Указом Президиума Верховного Совета СССР от 18 августа 1945 года Яцковскому Серафиму Вадимовичу присвоено звание Героя Советского Союза с вручением ордена Ленина и медали «Золотая Звезда» (№ 5414).
На заключительном этапе войны Серафим Вадимович участвовал в Восточно-Померанской и Берлинской операциях. Победу встретил в небе Германии. После войны продолжал службу в ВВС, командовал авиаэскадрильей (в Северной группе войск). С марта 1946 года гвардии капитан С. В. Яцковский — в запасе. Жил в Ленинграде.
С января 1951 года вновь служил в армии. До августа 1952 года занимал должность начальника разведки полка (в Ленинградском военном округе). В 1955 году окончил Военно-воздушную академию. Продолжал службу в ВВС на штабных должностях (в Забайкальском и Закавказском военных округах). Был начальником разведки дивизии. С 1963 года подполковник С. В. Яцковский — в запасе.
Жил в Санкт-Петербурге. 15 апреля 1998 года Серафим Вадимович скончался. Похоронен на Серафимовском кладбище (Выборгский участок) города Санкт-Петербурга.

## Награды
- Медаль «Золотая Звезда» (18.08.1945);
- орден Ленина (18.08.1945);
- три ордена Красного Знамени (17.02.1943, 29.04.1944, 22.02.1945);
- два ордена Отечественной войны 1-й степени (9.05.1943, 11.03.1985);
- орден Красной Звезды (9.09.1942);
- медали, в том числе:
  - медаль «За оборону Кавказа» (1944).

## Документы
- Общедоступный электронный банк документов «Подвиг Народа в Великой Отечественной войне 1941—1945 гг.» Дата обращения: 17 апреля 2012. Архивировано из оригинала 15 апреля 2012 года.

Представление к званию Героя Советского Союза. Дата обращения: 2 мая 2012. Архивировано из оригинала 4 марта 2016 года.
Указ Президиума Верховного Совета СССР о присвоении звания Героя Советского Союза. Дата обращения: 2 мая 2012. Архивировано из оригинала 11 октября 2016 года.
Комплект наградных документов на орден Красного Знамени (награждён приказом от 17.02.1943). Дата обращения: 2 мая 2012. Архивировано из оригинала 11 октября 2016 года.
Комплект наградных документов на орден Красного Знамени (награждён приказом от 29.04.1944). Дата обращения: 2 мая 2012. Архивировано из оригинала 4 марта 2016 года.
Комплект наградных документов на орден Красного Знамени (награждён приказом от 22.02.1945). Дата обращения: 2 мая 2012. Архивировано из оригинала 4 марта 2016 года.
Комплект наградных документов на орден Отечественной войны 1 степени. Дата обращения: 2 мая 2012. Архивировано из оригинала 4 марта 2016 года.
Комплект наградных документов на орден Красной Звезды. Дата обращения: 2 мая 2012. Архивировано из оригинала 4 марта 2016 года.